# Terrion
 (juillet 2014).
 (octobre 2018).
Terrion est un constructeur de tracteurs russe. On reconnaît ses machines à leur couleur orange. C'est une marque jeune et donc peu répandue. Malgré cela, depuis 2005, avec ses nombreuses nouveautés, Terrion ne manque pas de s'illustrer parmi les plus importants tractoristes européens[réf. nécessaire].

## Sources
- source de 2007
- source de 2010
- source de 2017